# Pan-pan (radiotéléphonie)
Pour les articles homonymes, voir Pan pan.
Dans les conventions radiotéléphoniques internationales, pan-pan (prononcé panne, panne, car transcription de la prononciation en français de la locution « panne, panne ») est l'appel d'urgence concernant la sécurité d’un aéronef, d'un navire ou d'une personne.

## L'appel d'urgence
L'appel d'urgence est émis lorsque la sécurité d’un aéronef, d'un navire ou d'un individu est menacée, par exemple lorsque quelqu'un à bord est soit blessé soit malade.
L'appel d'urgence est émis sur une fréquence internationale de détresse et d'appel en radiotéléphonie. L'appel d'urgence sera traité après les messages de détresse Mayday.
Le signal caractérisant l'appel d'urgence est « pan-pan » (prononcé panne, panne) :
- pan-pan, pan-pan, pan-pan de (nom du navire), (nom du navire), (nom du navire) ;
- position (latitude longitude ou position relative) ;
- nature de l'urgence ;
- secours demandé ;
- nombre de personnes à bord ;
- intentions ;
- tout renseignement supplémentaire qui pourrait être utile (caractéristiques du navire…).

Exemple :
- (sur le canal 16) :
- pan-pan, pan-pan, pan-pan, ici Bélougas, Bélougas, Bélougas ;
- demande assistance médicale ;
- Bélougas passe sur le canal 6 (Dégagement du canal de détresse) :
- (sur le  canal 6) pan-pan, pan-pan, pan-pan, ici Bélougas, Bélougas, Bélougas ;
- latitude 46° 15' 22" Nord, longitude 3° 44' 14" Ouest ;
- fracture ouverte au bras d'un passager ;
- demande assistance médicale ;
- 5 personnes à bord ;
- Bélougas coque de couleur... ;
- à vous.

Moyen radiotéléphonique international disponible pour l'appel d'urgence ().
| Fréquences      | Utilisations                                                                     | Remarques                             |
| --------------- | -------------------------------------------------------------------------------- | ------------------------------------- |
| 2 182 kHz       | fréquence de détresse en radiotéléphonie en USB de la bande 1,605 MHz à 4 MHz.   | en AM par émetteur de secours         |
| 3023 kHz        | fréquence d’urgence aéronautique en radiotéléphonie en USB.                      | interconnexion (air/mer/terre)        |
| 4125 kHz        | fréquence auxiliaire à 2 182 kHz. (air/mer/terre), inter-aéronef en USB.         | P maxi 1 kW                           |
| 5680 kHz        | fréquence d’urgence aéronautique en radiotéléphonie en USB                       | interconnexion (air/mer/terre)        |
| 6215 kHz        | fréquence auxiliaire à 2 182 kHz en U.S.B.                                       | P maxi 1 kW                           |
| 121,500 MHz     | fréquence d’urgence aéronautique en vue d'un aéronef en AM.                      | dégagement sur 123,1 MHz              |
| 156,500 MHz     | voie 10 ou canal 10 utilisé en Europe sur les lacs, les fleuves et les rivières. | P maxi 1 W en FM                      |
| 156,8 MHz       | voie 16 ou canal 16 de détresse des ondes métriques en radiotéléphonie en FM.    | dégagement sur le canal 06: 156,3 MHz |
| 406 à 406,1 MHz | radiobalises de localisation de sinistre (RLS) en transmission du MMSI.          | radioralliement sur 121,500 MHz.      |

### Annulation
Quand le capitaine d'un navire qui a émis un signal d'urgence estime ultérieurement que l'assistance n'est plus nécessaire, ou qu'il n'y a plus lieu de donner suite au message, il doit immédiatement le faire savoir à toutes les stations intéressées sur le canal de trafic (exemple canal 6).
- pan-pan de Bélougas, Bélougas, Bélougas ;
- pan-pan fini ;
- nous n'avons plus besoin d'assistance ;
- à vous.

### Transports sanitaires

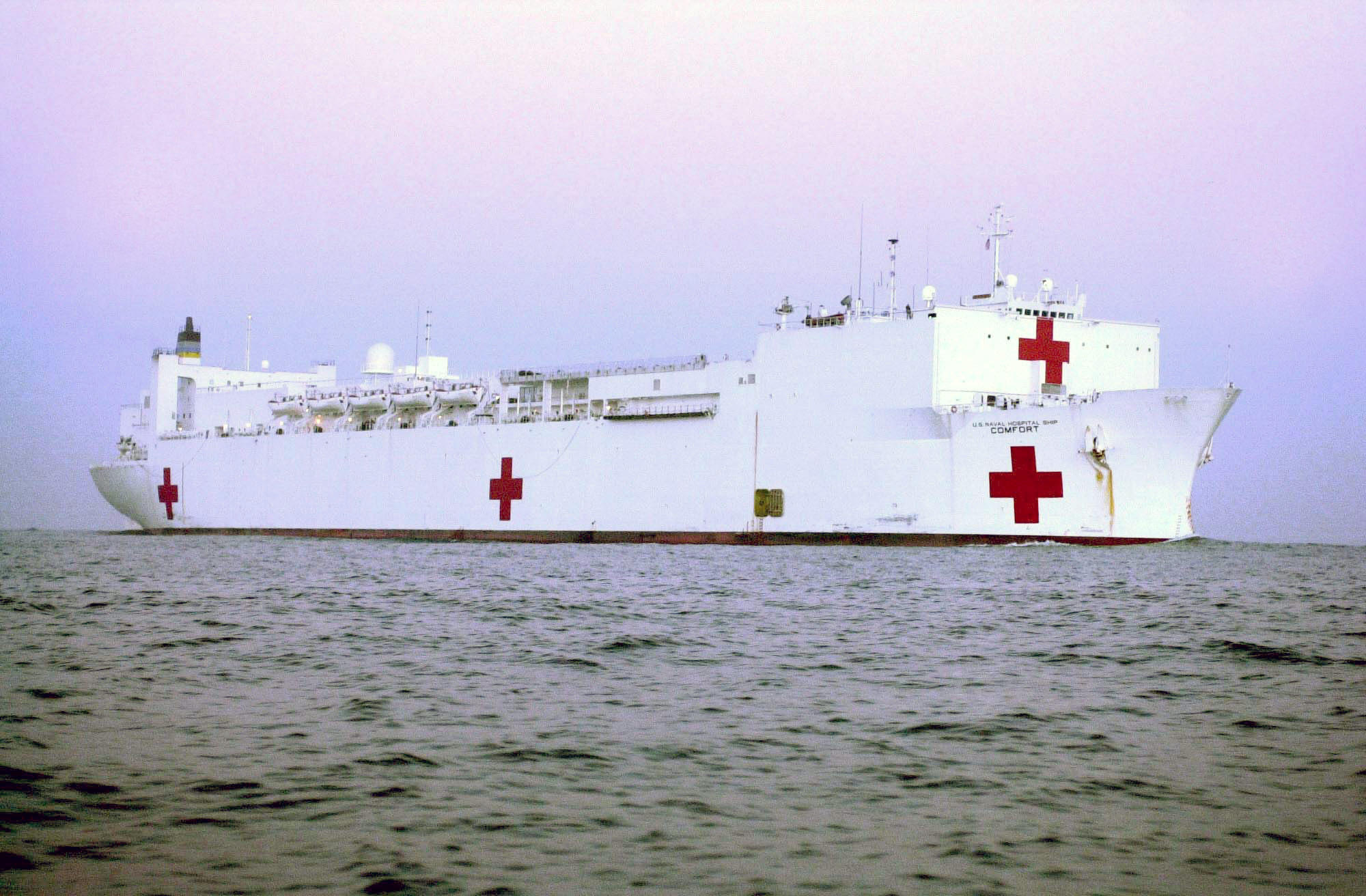
Navire-hôpital

Dans une zone de conflit armé, aux fins d'annonce et d'identification de transports sanitaires placés sous la direction d'une partie au conflit ou d'États neutres, ou d’un navire portant secours aux blessés, aux malades et aux naufragés, le responsable du transport sanitaire doit faire transmettre les signaux d'urgence de trois groupes « pan-pan » suivis par l'adjonction du seul mot « MEDICAL » en radiotéléphonie.
L'expression « transports sanitaires », définie dans les Conventions de Genève de 1949 et les Protocoles additionnels, recouvre tout moyen de transport, par terre, par eau ou par air, militaire ou civil, permanent ou temporaire, affecté exclusivement au transport sanitaire placé sous la direction d'une autorité compétente d'une partie à un conflit ou d'États neutres et d'autres États non parties à un conflit armé, lorsque ces navires, ces embarcations et ces aéronefs portent secours aux blessés, aux malades et aux naufragés.
Aux fins d'annonce et d'identification de transports sanitaires qui sont protégés conformément aux Conventions susmentionnées, une transmission complète des signaux d'urgence en radiotéléphonie sur les fréquences internationales de détresse: 2 182 kHz, 156,800 MHz, les fréquences de détresse supplémentaires 4 125 kHz et 6 215 kHz, la fréquence aéronautique d'urgence 121,500 MHz, la fréquence militaire 243 MHz ou toute autre fréquence pouvant être utilisée en cas de détresse peuvent être utilisées par les transports sanitaires aux fins d'auto-identification et d'établissement des communications. La communication doit, dès que possible en pratique, être transférée sur une fréquence de travail appropriée.
L'utilisation des signaux décrits indique que le message qui suit concerne un transport sanitaire protégé. Le message doit contenir les données suivantes :
- l'indicatif d'appel ou tout autre moyen reconnu d'identification du véhicule de transport sanitaire ;
- la position du véhicule de transport sanitaire ;
- le nombre et le type de véhicules de transport sanitaire ;
- l'itinéraire prévu ;
- la durée estimée du déplacement, et les heures de départ et d'arrivée prévues, selon le cas ;
- toute autre information, telle que l'altitude de vol, les fréquences radioélectriques de veille, langues utilisées, modes et codes des systèmes de radar secondaires de surveillance.

Ces dispositions s'appliquent, s'il y a lieu, à l'utilisation des signaux d'urgence par des transports sanitaires.
L'identification et la localisation des transports sanitaires en mer peuvent être effectuées au moyen des répondeurs radar maritimes normalisés (voir la Recommandation 14 (Mob-87)).
L'utilisation des radiocommunications pour annoncer et identifier les transports sanitaires est facultative.
Historique

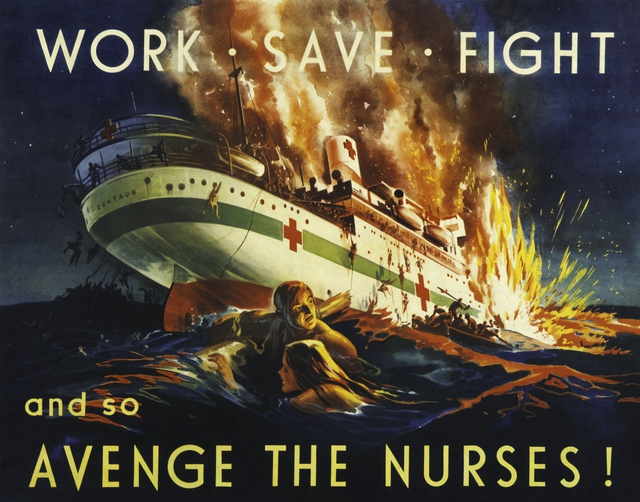
Poster relatant le naufrage du Navire-hôpital australien Centaur en mai 1943 coulé par faits de guerre.

La nécessité d'utiliser les radiocommunications pour annoncer et identifier les transports sanitaires est apparue pendant la Seconde Guerre mondiale. En mer, plus de 45 navires-hôpitaux et 4 navires affrétés par le Comité international de la Croix-Rouge (CICR) furent coulés ou endommagés par faits de guerre : l'absence de moyens d'identification efficaces fut la cause de la plupart des attaques en surface ou sous-marines. En 1943, un navire-hôpital attaqué par des avions s'efforça de se faire identifier par radio. La station côtière de Malte retransmit le message du navire sous forme d'appel à tous (CQ (en)), sur les fréquences internationales de détresse de 500 kHz et de 1 650 kHz (ex 2 182 kHz) mais les avions assaillants ne purent capter cette émission.
Dès 1944, les navires neutres et les navires-hôpitaux naviguant en Méditerranée signalaient leur position en émettant toutes les quatre heures un message sur la fréquence internationale de détresse et d'appel en radiotélégraphie morse de 500 kHz. Dans l'Atlantique, ils émettaient ce message une fois par jour. Ces messages de position sur 500 kHz étaient prescrits par les belligérants.

### Navire neutre
Dans une zone de combats, aux fins d'annonce et d'identification, le navire placé sous la direction d'un État neutre à un conflit doit se signaler. Le capitaine du navire doit faire transmettre les signaux d'appel d'urgence : d'un seul groupe pan-pan suivie par l'adjonction du seul groupe neutral en radiotéléphonie.